# Nam vương Siêu quốc gia 2017
Nam vương Siêu quốc gia 2017 là cuộc thi Nam vương Siêu quốc gia lần thứ 2 được tổ chức tại Municipal Sport and Recreation Center, Krynica-Zdrój, Ba Lan vào ngày 2 tháng 12 năm 2017. Gabriel Correa đến từ Venezuela đăng quang ngôi vị Mister Supranational.

## Kết quả

### Thứ hạng
| Hạng                      | Thí sinh |
| ------------------------- | --- |
| Mister Supranational 2017 | - Venezuela - Gabriel Correa |
| Á vương 1                 | - Tây Ban Nha - Alejandro Cifo Capilla |
| Á vương 2                 | - Brasil - Matheus Song |
| Á vương 3                 | - Slovakia - Michal Gajdošech |
| Á vương 4                 | - México - Héctor Parga |
| Top 10                    | - Ấn Độ - Altamash Faraz - Ba Lan - Jan Dratwicki - Hoa Kỳ - Cody Ondrick - Indonesia - Gilbert Pangalila § - Malta - Justin Axiak |
| Top 20                    | - Afghanistan - Hamid Noor - Chile - Alfonso Bernal - Hà Lan - Ferdi Caglayan - Myanmar - Htoo Ant Lwin - Nhật Bản - Takanori Uekusa - Panama - Alan Valdes - Philippines - Yves Campos - Puerto Rico - Alexander Rivera - România - Mihai Pintilie - Suriname - Arthur Semoedi |

- § Lọt vào top 10 thông qua bình chọn qua Vodi.

### Giải thưởng đặc biệt
| Giải thưởng          | Thí sinh                               |
| -------------------- | -------------------------------------- |
| Mr. Elegance         | - Ấn Độ - Altamash Faraz               |
| Mr. Personality      | - Canada - Guillaume Carignan          |
| Mr. Friendship       | - Bolivia - Ruben Herrera Ibáñez       |
| Mr. Photogenic       | - Tây Ban Nha - Alejandro Cifo Capilla |
| Best Body            | - Slovakia - Michal Gajdošech          |
| Best in Social Media | - România – Mihai Pintilie             |
| Top Model            | - Brasil - Matheus Song                |
| Vodi fan Favourite   | - Indonesia - Gilbert Pangalila        |

### Lục địa
| Lục địa        | Thí sinh                    |
| -------------- | --------------------------- |
| Africa         | - Ethiopia - Tewolde Kiflom |
| America        | - Hoa Kỳ - Cody Ondrick     |
| Asia & Oceania | - Ấn Độ - Altamash Faraz    |
| Europe         | - Malta - Justin Axiak      |

## Các thí sinh
34 thí sinh dự thi.
| Quốc gia/vùng lãnh thổ | Thí sinh               | T.k.   |
| ---------------------- | ---------------------- | ------ |
| Afghanistan            | Hamid Noor             |        |
| Ấn Độ                  | Altamash Faraz         |        |
| Ba Lan                 | Jan Dratwicki          | [ 6 ]  |
| Belarus                | Dzianis Alkhovik       |        |
| Bolivia                | Ruben Herrera Ibáñez   | [ 7 ]  |
| Brasil                 | Matheus Song           | [ 8 ]  |
| Canada                 | Guillaume Carignan     |        |
| Chile                  | Alfonso Bernal         |        |
| Đức                    | Jan Laskowski          |        |
| Ethiopia               | Tewolde Kiflom         |        |
| Gibraltar              | Felix Bothen           |        |
| Hà Lan                 | Ferdi Caglayan         |        |
| Hoa Kỳ                 | Cody Ondrick           |        |
| Indonesia              | Gilbert Pangalila      | [ 9 ]  |
| Jamaica                | Franz Christie         | [ 10 ] |
| Malta                  | Justin Axiak           | [ 11 ] |
| México                 | Héctor Parga           | [ 12 ] |
| Myanmar                | Htoo Ant Lwin          |        |
| New Caledonia          | Bruno Charley          |        |
| Nhật Bản               | Takanori Uekusa        | [ 13 ] |
| Pakistan               | Raffay Khan            |        |
| Panama                 | Alan Valdes            |        |
| Perú                   | Franklin Balarezo      |        |
| Philippines            | Yves Campos            | [ 14 ] |
| Puerto Rico            | Alexander Rivera       | [ 15 ] |
| România                | Mihai Pintilie         |        |
| Séc                    | Roman Hein             |        |
| Slovakia               | Michal Gajdosech       |        |
| Sri Lanka              | Pathum Subasinghe      |        |
| Suriname               | Arthur Nóbrega         |        |
| Tây Ban Nha            | Alejandro Cifo Capilla |        |
| Thái Lan               | Arrat Wittayakorn      | [ 16 ] |
| Trung Quốc             | Haitao Liu             | [ 17 ] |
| Venezuela              | Gabriel Correa         | [ 18 ] |